# Pointe de Nioul
La pointe de Nioul est la partie la plus au sud du site naturel de la pointe de Penhap sur l'île aux Moines (Morbihan).
Elle est située à 6 km de la pointe du Trec'h, cap situé à l'extrême nord de l'île aux Moines.

## Toponymie
Nioul est la contraction de (E)n Hioul : le soleil. Il s'agit donc de la pointe du soleil[réf. nécessaire]

## Description
La pointe de Nioul s'étend dans l'axe nord sud. Elle est longue d'environ 800 mètres, sur 230 mètres de largeur. 
Elle fait face aux pointes de Saint-Nicolas au sud-ouest, du Béché et de Béninz au sud, situées sur la presqu'île de Rhuys (commune d'Arzon).

## Historique
Cette pointe accueille le dolmen de Pen-Nioul, dolmen à allée, long de 3 m et large de 2,75 m, orienté selon un axe Est-Ouest. Il est constitué de huit pierres : l'une forme la paroi occidentale, les cinq autres formant les murs Nord et Sud, deux grandes dalles forment le sol de l'édifice.

## Référence
1. ↑  « Île-aux-Moines », sur infobretagne.com, 30 juillet 2010 (consulté le 8 janvier 2012)